# Stearyna
Stearyna – potoczna nazwa mieszaniny w większości nasyconych kwasów tłuszczowych: kwasu palmitynowego (C
15H
31COOH) i kwasu stearynowego (C
17H
35COOH), od którego pochodzi nazwa stearyny, oraz nieznacznej ilości kwasów nienasyconych.
Może być produkowana z surowca pochodzenia zwierzęcego – tłuszczów zwierzęcych, w tym tłuszczu wołowego (zawiera wtedy najwięcej kwasu stearynowego) lub z surowców roślinnych – olejów np. palmowych.
W Polsce wytwarzana jest od 2014 roku w procesie uwodornienia kwasów tłuszczowych przez Zakłady Azotowe CHORZÓW Spółka Akcyjna, należących do Grupy Azoty Zakłady Azotowe „Puławy”.

## Zastosowanie
Stearyna znajduje zastosowanie jako składnik żywności, kosmetyków, świec i wyrobów przemysłowych. Przede wszystkim, jako modyfikator konsystencji lub temperatury topnienia produktu, jako środek antystatyczny, czy też zapobiegający utlenianiu.
Wykorzystywana jest przy produkcji kauczuku syntetycznego oraz mieszanek gumowych, a z nich różnego rodzaju wyrobów gumowych, w tym opon, taśm transporterowych dla górnictwa, uszczelek itp.
W procesie produkcji gumy stearyna dodawana jest w charakterze wielofunkcyjnego dodatku jako: plastyfikator, dyspergator napełnień mineralnych oraz aktywator przyspieszaczy wulkanizacji.
Stearyna w procesie produkcji świec służy do utwardzania wosku, wpływa na temperaturę i długość palenia, zwiększając trwałość i krystalizację świecy.
Jako dodatek do mydła utwardza je i nadaje perłowego połysku.
W branży przetwórstwa tworzyw służy m.in. jako środek smarny zewnętrzny i obniżający lepkość przy przetwarzaniu PCW (polichlorku winylu).

## Proces produkcji
Surowcem do otrzymywania mieszanin kwasów tłuszczowych nasyconych i nienasyconych w różnych proporcjach są tłuszcze zwierzęce i oleje roślinne. Procesy przetwarzania tych naturalnych surowców należą do chemii naturalnych związków organicznych, oleochemikaliów. Proces polega na – w pierwszej kolejności – hydrolitycznym rozszczepieniu glicerydów. Produktem rozszczepienia jest mieszanina surowych kwasów tłuszczowych nasyconych i nienasyconych oraz jako produkt uboczny, roztwór wodno-glicerynowy. Pół-produktem są destylowane kwasy tłuszczowe. Otrzymane destylowane kwasy tłuszczowe poddawane są następnie procesowi uwodornienia do stearyny. Jest to proces chemiczny, otrzymana stearyna, jako mieszanina kwasów tłuszczowych w przeważającej ilości nasyconych charakteryzuje się postacią stałą w temperaturze pokojowej.
Stearyna może mieć różny stopień uwodornienia, a więc różny stopień twardości, temperatury topnienia i liczby jodowej, które są podstawowym parametrem ją określającym.
Roztwór wodno-glicerynowy można zatężyć do gliceryny o zawartości minimum 80% glicerolu, która nadaje się do dalszego uszlachetnienia.
Mieszanina kwasów jest produktem rozkładu stearyny (estru), który to proces jest metodą otrzymywania czystej gliceryny.